# Alla Kuschnir (Bauchtänzerin)

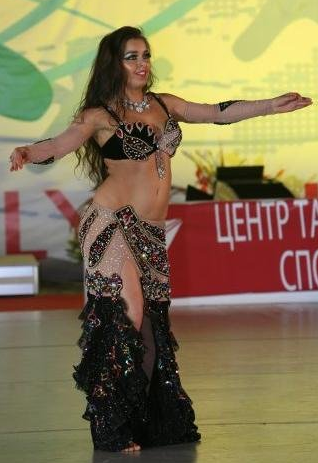
Alla Kuschnir

Alla Kuschnir (ukrainisch Алла Кушнір, englisch Alla Kushnir, arabisch ألا كوشنير, Künstlername: Leila, geb. am 11. Juni 1985 in Mykolajiw) ist eine ukrainische Bauchtänzerin.

## Frühes Leben
Kuschnir wuchs in ihrer Geburtsstadt Mykolajiw auf und widmete sich bereits in ihrer Kindheit dem Tanz. Ursprünglich wollte sie Archäologin werden, entschied sich später jedoch für ein Jurastudium, das sie erfolgreich abschloss.

## Karriere als Bauchtänzerin
Während ihrer Studienzeit begegnete sie erstmals dem Orientalischen Tanz und begann Kurse in der Ukraine und in Russland zu nehmen. Mit Stationen in Russland und den USA begann Kuschnir beruflich als Tänzerin zu arbeiten und wurde vom Ukrainischen Tanzverband schließlich als Tanzlehrerin zugelassen. Sie tritt unter dem Künstlernamen Leila auf.
Im Jahr 2007 wurde sie Vizeweltmeisterin für Orientalischen Tanz in Moskau. 2008 gewann sie einen internationalen Wettbewerb im Libanon.
2010 trat sie als Bauchtänzerin in der Fernsehshow Ukraine's Got Talent auf und wurde Finalistin. Einer ihrer Auftritte der Show verzeichnet über 20 Millionen Videoaufrufe. Ihr Erfolg bei Ukraine's Got Talent gab ihrer Karriere eine starken Aufschwung. Zunächst zog Kuschner nach Kiew, wo sie eine Tanzschule für Orientalischen Tanz eröffnete. Beim ukrainischen Festivalwettbewerb Bastet wurde sie Zweitplatzierte und bekam bald darauf eine Darstellerrolle in dem Stück Tausendundeine Nacht am Staatlichen akademischen Opern- und Balletttheater Donezk.
2011 ging Kuschnir das erste Mal nach Ägypten, entschied sich jedoch schließlich zunächst für eine internationale Karriere, wo sie nach Eigenangaben innerhalb von sieben Jahren fünfzig Länder bereiste, insbesondere in Nord- und Südamerika, Europa und Asien. 2013 veröffentlichte sie ihr erstes Musikalbum. 2014 moderierte sie für den Fernsehsender MAXXI TV die Fernsehsendung Orientalischer Tanz und nahm in Ägypten am Reality-TV-Show-Wettbewerb "al-Raqisa" für Bauchtänzerinnen teil, den sie gewann.
Von 2015 bis 2020 lebte sie wieder in Ägypten, was ihre Prominenz weiter erhöhte. 2020 kehrte sie aufgrund der COVID-19-Pandemie in die Ukraine zurück, wo sie in Kiew erneut eine eigene Tanzschule eröffnete.

## Privatleben
Kuschnir ist verheiratet. Gegenwärtig lebt sie in Ägypten und Katar. Ihrem Instagram-Account folgen über 920.000 Menschen.

## Musik-Veröffentlichungen
- 2013 - Album: Beirut Nights - Exotic Middle Eastern Music for Bellydance[6]